# Hal Smith
Hal Smith est un acteur américain né le 24 août 1916 à Petoskey, Michigan (États-Unis), mort le 28 janvier 1994 à Woodland Hills (Los Angeles) ou Santa Monica.
Il a interprété plusieurs personnages de Disney à partir de 1974.

## Filmographie

### Cinéma
- 1946 : Stars Over Texas (en) : Peddler Tucker
- 1950 : The Milkman de Charles Barton : le laitier
- 1952 : You for Me (en) de Don Weis : Malcolm
- 1953 : Francis Covers the Big Town (en) : Vance
- 1953 : Les Yeux de ma mie (Walking My Baby Back Home) : M. Ross
- 1956 : Demain est un autre jour (There's Always Tomorrow) : le barman
- 1957 : La Femme et le Rôdeur (The Unholy Wife) : le docteur au rodéo
- 1957 : Pawnee (en) : le barman
- 1957 : Eighteen and Anxious (en) : l'avorteur
- 1958 : L'amour coûte cher (The High Cost of Loving) de José Ferrer : le sous-directeur
- 1958 : Hot Car Girl (en) : Lou, le propriétaire du bar à soda
- 1960 : La Garçonnière (The Apartment) : Père Noël
- 1960 : Dog Gone People : Elmer Fudd
- 1960 : The Miracle of the White Reindeer
- 1961 : What's My Lion? : Elmer Fudd
- 1962 : Les Trois Stooges contre Hercule (The Three Stooges Meet Hercules) : Thésée
- 1963 : Après lui, le déluge (Son of Flubber) de Robert Stevenson : le barman
- 1963 : Ma femme est sans critique (Critic's Choice) de Don Weis : l'ivrogne
- 1964 : Les Aventures de Yogi le nounours (Hey There, It's Yogi Bear) : le pain de maïs
- 1965 : La Grande Course autour du monde (The Great Race) : le maire de Boracho
- 1966 : The Ghost and Mr. Chicken (en) d'Alan Rafkin : Calver Weems
- 1966 : Quatre Bassets pour un danois (The Ugly Dachshund)
- 1966 : Winnie l'ourson et l'Arbre à miel : voix
- 1968 : Transylvania Mania : voix
- 1968 : Le Ball and Chain Gang : voix
- 1968 : Winnie l'ourson dans le vent : voix
- 1970 : Santa and the Three Bears (en) : voix
- 1971 : Shinbone Alley (en) : voix
- 1971 : La Cane aux œufs d'or (The Million Dollar Duck) : le garde au tribunal
- 1972 : Guet-apens (The Getaway) : voix
- 1973 : La Planète sauvage de René Laloux : voix version en anglais
- 1973 : L'Or noir de l'Oklahoma (Oklahoma Crude) : C. R. Miller
- 1974 : Winnie l'ourson et le Tigre fou (Winnie the Pooh and Tigger Too) : voix
- 1976 : Once Upon a Girl (en) : Mère l'oie
- 1977 : Les Aventures de Winnie l'ourson (The Many Adventures of Winnie the Pooh) : voix
- 1977 : The Hazing : le bonhomme de neige
- 1978 : Le Petit Âne de Bethléem (The Small One) : un enchérisseur
- 1980 : Yogi's First Christmas (en) : Otto / Père Noël
- 1981 : No Man's Valley (en) : George / Louis
- 1983 : Sacrée journée pour Bourriquet (Winnie the Pooh and a Day for Eeyore) : voix
- 1983 : Le Noël de Mickey (Mickey's Christmas Carol) : voix
- 1985 : Here Come the Littles (en) de Bernard Deyriès : voix
- 1986 : The Adventures of the American Rabbit (en) : voix
- 1986 : Fievel et le Nouveau Monde (An American Tail) : voix
- 1987 : The Mother Goose Video Treasury (vidéo) : Old King Cole
- 1988 : Winnie the Pooh Friendship: Tigger-ific Tales (vidéo) : voix
- 1988 : 18 Again! (en) : Irv
- 1991 : Adventures in Odyssey: A Flight to the Finish (vidéo) : voix
- 1991 : Adventures in Odyssey: The Knight Traveler (vidéo) : John Avery Whittaker
- 1991 : La Belle et la Bête (Beauty and the Beast) : Philippe
- 1992 : Adventures in Odyssey: A Fine Feathered Frenzy (vidéo) : John Avery Whittaker
- 2001 : Mickey, la magie de Noël (Mickey's Magical Christmas: Snowed in at the House of Mouse) (vidéo) : voix

### Télévision
- 1952 : I Married Joan (série télévisée) : Charlie
- 1955 : The Great Gildersleeve (en) (série télévisée) : Floyd Munson
- 1957 : The Gumby Show (série télévisée) : Gumby
- 1959 : Clutch Cargo (série télévisée) : voix diverses
- 1960 : Le Bugs Bunny Show (série télévisée) : voix
- 1960 : Davey and Goliath (série télévisée) : voix
- 1961 : Yogi l'ours (The Yogi Bear Show) (série télévisée)
- 1962 : Space Angel (en) (série télévisée) : Taurus
- 1962 : Saints and Sinners (en) (série télévisée) : Arnie
- 1963 : The Funny Company (en) (série télévisée) : voix
- 1964 : The Peter Potamus Show (série télévisée) : voix
- 1964 : The Famous Adventures of Mr. Magoo (en) (série télévisée) : voix
- 1966 : Laurel et Hardy (série télévisée)
- 1966 : Bip Bip et Coyote (The Road Runner Show) (série télévisée) : voix
- 1966 : Frankenstein Jr. and The Impossibles (en) (série télévisée) : voix
- 1967 : Sheriff Who (TV) : Juge Grant
- 1968 : The Bugs Bunny/Road Runner Hour (série télévisée) : voix
- 1968 : The Night Before Christmas (TV) : voix
- 1969 : La Panthère rose (The Pink Panther Show) (série télévisée) (voix)
- 1969 : Scoubidou (Scooby-Doo, Where Are You!) (série télévisée) : voix
- 1970 : Pat Paulsen's Half a Comedy Hour (série télévisée)
- 1970 : Docteur Dolittle (en) (série télévisée) : voix
- 1971 : Help! It's the Hair Bear Bunch : voix
- 1972 : Getting Away from It All (TV) : Jeb
- 1972 : The Roman Holidays (en) (série télévisée) : voix
- 1974 : The Whiz Kid and the Mystery at Riverton (TV) : Ed Haskins
- 1974 : Honky Tonk (TV)
- 1974 : Hong Kong Fou Fou (Hong Kong Phooey) (série télévisée) : voix
- 1975 : The Hoober-Bloob Highway : voix
- 1975 : Tom et Jerry (série télévisée) : voix
- 1976 : The Whiz Kid and the Carnival Caper (TV) : bonimenteur
- 1976 : La Panthère rose (série télévisée) : voix
- 1976 : Mantalo (Jabberjaw) (série télévisée)
- 1977 : Halloween Is Grinch Night (en) (TV) : voix
- 1977 : What's New, Mr. Magoo? (en) (série télévisée) : voix
- 1977 : A Flintstone Christmas (TV) : Père Noël
- 1977 : Mad Bull (TV) : le client
- 1978 : The New Fantastic Four : voix
- 1978 : The All New Pink Panther Show : voix
- 1978 : The All-New Popeye Hour (série télévisée) : voix
- 1979 : Gulliver's Travels (TV)
- 1979 : Casper and the Angels (série télévisée) : voix
- 1979 : Casper's First Christmas (TV) : Père Noël
- 1980 : Shérif, fais-moi peur (série TV) : Henry Flatt fait le mort (Saison 2 - Episode 22) : Henry Flatt
- 1980 : Pontoffel Pock, Where Are You? (TV) : McGillicuddy
- 1981 : The Pink Panther in 'Pink at First Sight' : voix
- 1981 : Les Schtroumpfs (The Smurfs) (série télévisée) : voix
- 1981 : Kwicky Koala (The Kwicky Koala Show) (série télévisée) : voix)
- 1982 : Miss Switch to the Rescue (TV) : voix
- 1982 : The Adventures of the Little Prince (série télévisée) : voix
- 1982 : Meatballs & Spaghetti (en) (série télévisée) : voix
- 1982 : Here Comes Garfield (en) (TV) : voix
- 1983 : Les Aventures de Winnie l'ourson ("Welcome to Pooh Corner") (série télévisée) : voix
- 1984 : Pole Position (série télévisée) : voix
- 1984 : Garfield in the Rough (en) (TV) : voi
- 1984 : Shérif, fais-moi peur (The Dukes of Hazzard) (série TV) (saison 6, épisodes 16 et 17 "La mafia est dans la course") : Pop Durham
- 1985 : The Bollo Caper (TV) : voix
- 1985 : Dumbo's Circus (série télévisée) : voix
- 1986 : Return to Mayberry (TV) : Otis Campbell
- 1986 : Fuzz Bucket (TV) : voix
- 1986 : Garfield in Paradise (en) (TV) : voix
- 1986 : Fluppy Dogs (TV) : voix
- 1987 : Alice de l'autre côté du miroir (Alice Through the Looking Glass) (TV) : voix
- 1987 : Ducktales: Treasure of the Golden Suns (TV) : voix
- 1987 : Sab Rider (Saber Rider and the Star Sheriffs) (série télévisée)
- 1988 : Runaway Ralph (TV)
- 1988 : Garfield: His 9 Lives (TV)
- 1989 : La Bande à Picsou (DuckTales) (série télévisée) : Géo Trouvetou / Archibald Gripsou (voix)
- 1989 : Super Ducktales (TV) : voix
- 1990 : Potsworth & Co. (série télévisée) : voix
- 1990 : Super Baloo (TaleSpin) (série télévisée) : voix
- 1990 : Wake, Rattle & Roll (série télévisée) : voix
- 1991 : Yo Yogi! (série télévisée) : voix
- 1991 : Confusion tragique (Switched at Birth) (TV) : le gérant
- 1993 : La Ville oubliée du Père Noël (The Town Santa Forgot) (TV) : Père Noël